# Gurli Ewerlund
 Hulda Gunhild Axelina „Gurli” Ewerlund, po mężu Andersson (ur. 13 października 1902 w Malmö, zm. 10 czerwca 1985 tamże) – szwedzka pływaczka, medalistka igrzysk olimpijskich.
Podczas VIII Letnich Igrzysk Olimpijskich w Paryżu Ewerlund wystartowała w trzech konkurencjach. W wyścigu na 100 metrów stylem dowolnym wystartowała w trzecim wyścigu eliminacyjnym. Zajęła w nim czwarte, niepremiowane awansem miejsce, z czasem 1:23,2. W wyścigu na dystansie 400 metrów stylem dowolnym Szwedka wystartowała w pierwszym wyścigu eliminacyjnym. Zajęła w nim czwarte miejsce z czasem 7:05,4 i nie awansowała do półfinału. Ewerlund znalazła się także w składzie szwedzkiej sztafety 4 × 100 m stylem dowolnym. Płynęła tam na drugiej zmianie, a ekipa Szwedek z czasem 5:35,6 wywalczyła brązowy medal.
Ewerlund reprezentowała barwy klubu Eastbourne Swimming ClubMalmö SS.